# 20 (tal)
20 er et lige heltal og det naturlige tal, som kommer efter 19 og efterfølges af 21.

## I matematik
Tyve er et sammensat tal med divisorerne 1, 2, 4, 5 og 10. Tyve er også summen af de første fire trekanttal, hvilket gør det til et pyramidetal. Desuden er 20 et Harshad tal.
En mængde på tyve udgør en snes. 
Ordinaltallet er tyvende. Som romertal skrives det XX.
Et talsystem med 20 som grundtal kaldes et vigesimalt system.
En polyeder med 20 flader kaldes et ikosaeder.

## Andet
Tallet 20 indgår også i følgende sammenhænge:
- det er atomnummerret på grundstoffet calcium
- James A. Garfield var den 20. præsident i USA
- I et spil skak har begge spillere 20 mulige første træk.
- det er antallet af spørgsmål i en populær selskabsleg
- det er det internationale retningsnummer for telefonopkald til Ægypten